# Borsa dell'acqua calda

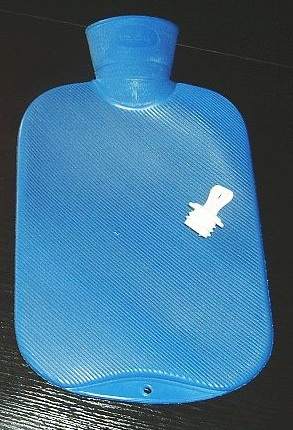
Moderna borsa dell'acqua calda

La borsa dell'acqua calda, nota anche come boule o bouillotte, è un oggetto, solitamente di gomma, riempito con acqua calda e usato per scaldare il letto o direttamente le persone, tramite il contatto.

## Storia

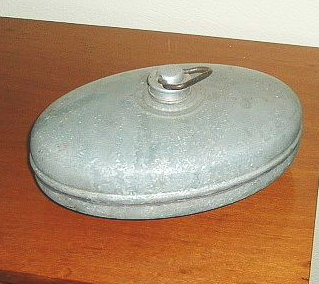
Una bouillotte in metallo del 1925 circa

Originariamente si trattava di una bottiglia di vetro riempita d'acqua calda e rivestita di panni per mantenere più a lungo il calore, oppure di una specie di pentola schiacciata di metallo, da mettere sul fuoco. La prima borsa dell'acqua calda in gomma fu brevettata nel 1903 dall'inventore croato Slavoljub Eduard Penkala con il nome di Termofor. I modelli in gomma (caucciù) sostituirono presto quelli in altri materiali, dal momento che la gomma mantiene maggiormente il calore. 
Sorpassata tecnologicamente dalle coperte elettriche e dai materassini riscaldati, la borsa dell'acqua calda non è mai stata definitivamente soppiantata, ed è diffusa in tutto il mondo. Al giorno d'oggi si trovano in commercio anche modelli elettrici, che provvedono a riscaldare l'acqua in modo automatico, senza necessità di doverla svuotare e scaldare l'acqua separatamente.